# Александре Сантош
Александре Сантош (на японски: 三都主 アレサンドロ) е бивш бразилски футболист, полузащитник. От 2002 г. притежава японско гражданство и играе за националния отбор на Япония.

## Национален отбор
Записал е и 82 мача за националния отбор на Япония.
| Япония | Япония | Япония |
| Година | Мачове | Голове |
| ------ | ------ | ------ |
| 2002   | 9      | 1      |
| 2003   | 15     | 1      |
| 2004   | 22     | 2      |
| 2005   | 17     | 1      |
| 2006   | 19     | 2      |
| Общо   | 82     | 7      |